# Atletika na Letních olympijských hrách 1992
Atletické soutěže na Olympijských hrách 1992 v Barceloně se konaly od 31. července do 19. srpna. Uskutečnilo se celkem 43 disciplín (24 mužských a 19 ženských). Celkem se atletických soutěží zúčastnilo 1725 sportovců ze 156 zemí.

## Přehled vítězů

### Muži
| Disciplína         | Zlato | Výkon     | Stříbro                                                                                           | Výkon     | Bronz | Výkon     |
| 100 m              | Linford Christie · Velká Británie (GBR)                                                                                        | 9.96      | Frankie Fredericks · Namibie (NAM)                                                                | 10.02     | Dennis Mitchell · Spojené státy americké (USA)                                                                        | 10.04     |
| 200 m              | Michael Marsh · Spojené státy americké (USA)                                                                                   | 20.01     | Frankie Fredericks · Namibie (NAM)                                                                | 20.13     | Michael Bates · Spojené státy americké (USA)                                                                          | 20.38     |
| 400 m              | Quincy Watts · Spojené státy americké (USA)                                                                                    | 43.50     | Steve Lewis · Spojené státy americké (USA)                                                        | 44.21     | Samson Kitur · Keňa (KEN)                                                                                             | 44.24     |
| 800 m              | William Tanui · Keňa (KEN) | 1:43.66   | Nixon Kiprotich · Keňa (KEN)                                                                      | 1:43.70   | Johnny Gray · Spojené státy americké (USA)                                                                            | 1:43.97   |
| 1500 m             | Fermín Cacho · Španělsko (ESP)                                                                                                 | 3:40.12   | Rachid El Basir · Maroko (MAR)                                                                    | 3:40.62   | Muhammad Sulajmán · Katar (QAT)                                                                                       | 3:40.69   |
| 5000 metrů         | Dieter Baumann · Německo (GER)                                                                                                 | 13:12.52  | Paul Bitok · Keňa (KEN)                                                                           | 13:12.71  | Fita Bayisa · Etiopie (ETH)                                                                                           | 13:13.03  |
| 10 000 metrů       | Khalid Skah · Maroko (MAR) | 27:46.70  | Richard Chelimo · Keňa (KEN)                                                                      | 27:47.72  | Addis Abebe · Etiopie (ETH)                                                                                           | 28:00.07  |
| 110 m překážek     | Mark McKoy · Kanada (CAN) | 13.12     | Tony Dees · Spojené státy americké (USA)                                                          | 13.24     | Jack Pierce · Spojené státy americké (USA)                                                                            | 13.26     |
| 400 metrů překážek | Kevin Young · Spojené státy americké (USA)                                                                                     | 46.78     | Winthrop Graham · Jamajka (JAM)                                                                   | 47.66     | Kriss Akabusi · Velká Británie (GBR)                                                                                  | 47.82     |
| 3000 m překážek    | Matthew Birir · Keňa (KEN) | 8:08.84   | Patrick Sang · Keňa (KEN)                                                                         | 8:09.55   | William Mutwol · Keňa (KEN)                                                                                           | 8:10.74   |
| 4 × 100 m štafeta  | Spojené státy americké (USA) · Michael Marsh · Leroy Burrell · Dennis Mitchell · Carl Lewis · James Jett*                      | 37.40     | Nigérie (NGR) · Oluyemi Kayode · Chidi Imoh · Olapade Adeniken · Davidson Ezinwa · Osmond Ezinwa* | 37.98     | Kuba (CUB) · Andrés Simón · Joel Lamela · Joel Isasi · Jorge Aguilera                                                 | 38.00     |
| 4 × 400 m štafeta  | Spojené státy americké (USA) · Andrew Valmon · Quincy Watts · Michael Johnson · Steve Lewis · Darnell Hall* · Charles Jenkins* | 2:55.74   | Kuba (CUB) · Lázaro Martínez · Héctor Herrera · Norberto Téllez · Roberto Hernández               | 2:59.51   | Velká Británie (GBR) · Roger Black · David Grindley · Kriss Akabusi · John Regis · Du'aine Ladejo* · Mark Richardson* | 2:59.73   |
| Maratonský běh     | Hwang Jong-džo · Jižní Korea (KOR)                                                                                             | 2:13:23   | Koichi Morishita · Japonsko (JPN)                                                                 | 2:13:45   | Stephan Freigang · Německo (GER)                                                                                      | 2:14:00   |
| Chůze na 20 km     | Daniel Plaza · Španělsko (ESP)                                                                                                 | 1:21.25   | Guillaume LeBlanc · Kanada (CAN)                                                                  | 1:22.25   | Giovanni De Benedictis · Itálie (ITA)                                                                                 | 1:23.11   |
| Chůze na 50 km     | Andrej Perlov · Sjednocený tým (EUN)                                                                                           | 3:50.13   | Carlos Mercenario · Mexiko (MEX)                                                                  | 3:52.09   | Ronald Weigel · Německo (GER)                                                                                         | 3:53.45   |
| Skok do dálky      | Carl Lewis · Spojené státy americké (USA)                                                                                      | 8.67 m    | Mike Powell · Spojené státy americké (USA)                                                        | 8.64 m    | Joe Greene · Spojené státy americké (USA)                                                                             | 8.34 m    |
| Trojskok           | Mike Conley · Spojené státy americké (USA)                                                                                     | 18.17 m   | Charles Simpkins · Spojené státy americké (USA)                                                   | 17.60 m   | Frank Rutherford · Bahamy (BAH)                                                                                       | 17.36 m   |
| Skok do výšky      | Javier Sotomayor · Kuba (CUB)                                                                                                  | 2.34 m    | Patrik Sjöberg · Švédsko (SWE)                                                                    | 2.34 m    | Hollis Conway · Spojené státy americké (USA) · Tim Forsyth · Austrálie (AUS) · Artur Partyka · Polsko (POL)           | 2.34 m    |
| Skok o tyči        | Maxim Tarasov · Sjednocený tým (EUN)                                                                                           | 5.80 m    | Igor Tranděnkov · Sjednocený tým (EUN)                                                            | 5.80 m    | Javier García · Španělsko (ESP)                                                                                       | 5.75 m    |
| Vrh koulí          | Mike Stulce · Spojené státy americké (USA)                                                                                     | 21.70 m   | Jim Doehring · Spojené státy americké (USA)                                                       | 20.96 m   | Vjačeslav Lycho · Sjednocený tým (EUN)                                                                                | 20.94 m   |
| Hod diskem         | Romas Ubartas · Litva (LTU) | 65.12 m   | Jürgen Schult · Německo (GER)                                                                     | 64.94 m   | Roberto Moya · Kuba (CUB)                                                                                             | 64.12 m   |
| Hod oštěpem        | Jan Železný · Československo (TCH)                                                                                             | 89.66 m   | Seppo Räty · Finsko (FIN)                                                                         | 86.60 m   | Steve Backley · Velká Británie (GBR)                                                                                  | 83.38 m   |
| Hod kladivem       | Andrej Abduvalijev · Sjednocený tým (EUN)                                                                                      | 82.54 m   | Igor Astapkovič · Sjednocený tým (EUN)                                                            | 81.96 m   | Igor Nikulin · Sjednocený tým (EUN)                                                                                   | 81.38 m   |
| Desetiboj          | Robert Změlík · Československo (TCH)                                                                                           | 8611 bodů | Antonio Peñalver · Španělsko (ESP)                                                                | 8412 bodů | Dave Johnson · Spojené státy americké (USA)                                                                           | 8309 bodů |

* Sportovci, kteří běželi v rozbězích a také obdrželi medaili.

### Ženy
| Disciplína               | Zlato | Výkon     | Stříbro | Výkon     | Bronz                                                                                     | Výkon     |
| 100 m                    | Gail Deversová · Spojené státy americké (USA)                                                                                                 | 10.82     | Juliet Cuthbertová · Jamajka (JAM) | 10.83     | Irina Privalovová · Sjednocený tým (EUN)                                                  | 10.84     |
| 200 m                    | Gwen Torrenceová · Spojené státy americké (USA)                                                                                               | 21.81     | Juliet Cuthbertová · Jamajka (JAM) | 22.02     | Merlene Otteyová · Jamajka (JAM)                                                          | 22.09     |
| 400 m                    | Marie-José Pérecová · Francie (FRA) | 48.83     | Olga Bryzginová · Sjednocený tým (EUN)                                                                                                | 49.05     | Ximena Restrepo · Kolumbie (COL)                                                          | 49.64     |
| 800 m                    | Ellen van Langenová · Nizozemsko (NED) | 1:55:54   | Lilija Nurutdinovová · Sjednocený tým (EUN)                                                                                           | 1:55:99   | Ana Fidelia Quirotová · Kuba (CUB)                                                        | 1:56.80   |
| 1500 m                   | Hassiba Boulmerka · Alžírsko (ALG) | 3:55.30   | Ljudmila Rogačovová · Sjednocený tým (EUN)                                                                                            | 3:56.91   | Čchü Jün-sia · Čína (CHN)                                                                 | 3:57.08   |
| 3000 m                   | Jelena Romanovová · Sjednocený tým (EUN) | 8:46.04   | Tetjana Samolenková · Sjednocený tým (EUN)                                                                                            | 8:46.85   | Angela Chalmersová · Kanada (CAN)                                                         | 8:47.22   |
| 10 000 metrů             | Derartu Tuluová · Etiopie (ETH) | 31:06.02  | Elana Meyerová · Jihoafrická republika (RSA)                                                                                          | 31:11.75  | Lynn Jenningsová · Spojené státy americké (USA)                                           | 31:19.89  |
| 100 metrů překážek       | Voula Patoulidou · Řecko (GRE) | 12.64     | LaVonna Martinová · Spojené státy americké (USA)                                                                                      | 12.69     | Jordanka Donkovová · Bulharsko (BUL)                                                      | 12.70     |
| 400 metrů překážek       | Sally Gunnellová · Velká Británie (GBR) | 53.23     | Sandra Farmerová-Patricková · Spojené státy americké (USA)                                                                            | 53.69     | Janeene Vickersová · Spojené státy americké (USA)                                         | 54.31     |
| 4 × 100 m štafeta        | Spojené státy americké (USA) · Evelyn Ashfordová · Esther Jones · Carlette Guidry · Gwen Torrenceová · Michelle Finn*                         | 42.11     | Sjednocený tým (EUN) · Olga Bogoslovská · Galina Malčuginová · Marina Tranděnkovová · Irina Privalovová                               | 42.16     | Nigérie (NGR) · Beatrice Utondu · Faith Idehen · Christy Opara-Thompson · Mary Onyaliová  | 42.81     |
| 4 × 400 m štafeta        | Sjednocený tým (EUN) · Jelena Ruzinová · Ljudmila Džigalovová · Olga Nazarovová · Olga Bryzginová · Lilija Nurutdinovová* · Marina Šmoninová* | 3:20.20   | Spojené státy americké (USA) · Natasha Kaiser · Gwen Torrenceová · Jearl Milesová · Rochelle Stevens · Denean Hill* · Dannette Young* | 3:20.92   | Velká Británie (GBR) · Phylis Smith · Sandra Douglas · Jennifer Stoute · Sally Gunnellová | 3:24.23   |
| Maratonský běh           | Valentina Jegorovová · Sjednocený tým (EUN)                                                                                                   | 2:32:41   | Júko Arimoriová · Japonsko (JPN) | 2:32:49   | Lorraine Mollerová · Nový Zéland (NZL)                                                    | 2:33:59   |
| Chůze na 10 km (silnice) | Čchen Jüe-ling · Čína (CHN) | 44:32     | Jelena Nikolajevová · Sjednocený tým (EUN)                                                                                            | 44:33     | Li Čchun-siou · Čína (CHN)                                                                | 44:41     |
| Skok do dálky            | Heike Drechslerová · Německo (GER) | 7.14 m    | Inessa Kravecová · Sjednocený tým (EUN)                                                                                               | 7.12 m    | Jackie Joynerová-Kerseeová · Spojené státy americké (USA)                                 | 7.07      |
| Skok do výšky            | Heike Henkelová · Německo (GER) | 2.02 m    | Alina Astafeiová · Rumunsko (ROU) | 2.00 m    | Ioamnet Quinterová · Kuba (CUB)                                                           | 1.97 m    |
| Vrh koulí                | Světlana Kriveljovová · Sjednocený tým (EUN)                                                                                                  | 21.06 m   | Chuang Č’-chung · Čína (CHN) | 20.47 m   | Kathrin Neimkeová · Německo (GER)                                                         | 19.78 m   |
| Hod diskem               | Maritza Marténová · Kuba (CUB) | 70.06 m   | Cvetanka Christovová · Bulharsko (BUL)                                                                                                | 67.78 m   | Daniela Costianová · Austrálie (AUS)                                                      | 66.24 m   |
| Hod oštěpem              | Silke Renková · Německo (GER) | 68.34 m   | Natalja Šikolenková · Sjednocený tým (EUN)                                                                                            | 68.26 m   | Karen Forkelová · Německo (GER)                                                           | 66.86 m   |
| Sedmiboj                 | Jackie Joynerová-Kerseeová · Spojené státy americké (USA)                                                                                     | 7044 bodů | Irina Bělovová · Sjednocený tým (EUN)                                                                                                 | 6845 bodů | Sabine Braunová · Německo (GER)                                                           | 6649 bodů |

* Sportovkyně, které běžely v rozbězích a také obdržely medaili.

## Medailové pořadí
| Umístění | Stát                         | Zlato | Stříbro | Bronz | Celkem |
| -------- | ---------------------------- | ----- | ------- | ----- | ------ |
| 1        | Spojené státy americké (USA) | 12    | 8       | 10    | 30     |
| 2        | Sjednocený tým (EUN)         | 7     | 11      | 3     | 21     |
| 3        | Německo (GER)                | 4     | 1       | 5     | 10     |
| 4        | Keňa (KEN)                   | 2     | 4       | 2     | 8      |
| 5        | Kuba (CUB)                   | 2     | 1       | 4     | 7      |
| 6        | Španělsko (ESP)              | 2     | 1       | 1     | 4      |
| 7        | Velká Británie (GBR)         | 2     | 0       | 4     | 6      |
| 8        | Československo (TCH)         | 2     | 0       | 0     | 2      |
| 9        | Čína (CHN)                   | 1     | 1       | 2     | 4      |
| 10       | Kanada (CAN)                 | 1     | 1       | 1     | 3      |
| 11       | Maroko (MAR)                 | 1     | 1       | 0     | 2      |
| 12       | Etiopie (ETH)                | 1     | 0       | 2     | 3      |
| 13       | Alžírsko (ALG)               | 1     | 0       | 0     | 1      |
| 13       | Francie (FRA)                | 1     | 0       | 0     | 1      |
| 13       | Řecko (GRE)                  | 1     | 0       | 0     | 1      |
| 13       | Litva (LTU)                  | 1     | 0       | 0     | 1      |
| 13       | Nizozemsko (NED)             | 1     | 0       | 0     | 1      |
| 13       | Jižní Korea (KOR)            | 1     | 0       | 0     | 1      |
| 19       | Jamajka (JAM)                | 0     | 3       | 1     | 4      |
| 20       | Japonsko (JPN)               | 0     | 2       | 0     | 2      |
| 20       | Namibie (NAM)                | 0     | 2       | 0     | 2      |
| 22       | Bulharsko (BUL)              | 0     | 1       | 1     | 2      |
| 22       | Nigérie (NGR)                | 0     | 1       | 1     | 2      |
| 24       | Finsko (FIN)                 | 0     | 1       | 0     | 1      |
| 24       | Mexiko (MEX)                 | 0     | 1       | 0     | 1      |
| 24       | Rumunsko (ROU)               | 0     | 1       | 0     | 1      |
| 24       | Jihoafrická republika (RSA)  | 0     | 1       | 0     | 1      |
| 24       | Švédsko (SWE)                | 0     | 1       | 0     | 1      |
| 29       | Austrálie (AUS)              | 0     | 0       | 2     | 2      |
| 30       | Bahamy (BAH)                 | 0     | 0       | 1     | 1      |
| 30       | Kolumbie (COL)               | 0     | 0       | 1     | 1      |
| 30       | Itálie (ITA)                 | 0     | 0       | 1     | 1      |
| 30       | Nový Zéland (NZL)            | 0     | 0       | 1     | 1      |
| 30       | Polsko (POL)                 | 0     | 0       | 1     | 1      |
| 30       | Katar (QAT)                  | 0     | 0       | 1     | 1      |